# Юлий Фирмик Матерн
Юлий Фирмик Матерн (на латински: laIulius Firmicus Maternus) е римски сенатор и астрологически писател през 4 век., който по-късно приема християнската вяра.
От 335 до 337 г. той съставя на Сицилия произведение в осем книги (Matheseos libri octo) за основата на древната астрология, посветено на Егнаций Лолиан, управителят на Кампания.
Той става християнин и пише през 346 и 350 г. книга (de errore profanarum religionum), в която напада нехристиянските религии и съветва за тяхното унищожение.

## Издадени негови произведения
- Wilhelm Kroll, Franz Skutsch (Hrsg.), Matheseos libri VIII. Bd. 1, 1897; Bd. 2, 1913 (mit Konrat Ziegler). Nachdruck mit Nachträgen Teubner, Stuttgart 1968.
- Hagall Thorsonn (Übers.), Julii Fermici Materni matheseos libri VIII. Kalisch, Königsberg 1927.
- Germanus Morin (Hrsg.), J. Firmici Materni Consultationes Zacchaei et Apollonii. Ad normam codicum recognitas adiectis adnotationibus criticis et indicibus. Hanstein, Bonn 1935.
- Konrat Ziegler (Hrsg.), De errore profanarum religionum. Hueber, München 1953.
Übersetzung, Vom Irrtum der heidnischen Religionen. Ebda.
- Pierre Monat (Hrsg.), Mathesis. 2. Auflage. 3 Bände. Les Belles Lettres, Paris 2002 – 2003.
- Hagall Thorsonn (Übers.), Reinhard Stiehle (Hrsg.): Die Acht Bücher des Wissens – Matheséos libri VIII. Chiron Verlag Tübingen 2008. ISBN 978-3-89997-171-2